# Deutsche Handballmeisterschaft (Frauen) 1965
Für die Endrunde um die achte deutsche Meisterschaft im Hallenhandball der Frauen hatten sich die Meister der fünf Regionalverbände Süd, Südwest, West, Nord und Berlin qualifiziert. Zunächst wurde ein Vorrundenspiel ausgetragen, dessen Sieger in das Halbfinale einzog. Die beiden Halbfinalsieger bestritten am 21. März 1965 in Hamburg (vor 1.500 Zuschauern) das Finale um die deutsche Meisterschaft. Deutscher Meister wurde Bayer Leverkusen.

## Spielergebnisse

### Vorrunde
- Südwest Ludwigshafen – Bayer Leverkusen

### Halbfinale
- Bayer Leverkusen – 1. FC Nürnberg 9:5 (4:1)
- SSC Südwest Berlin – Eimsbütteler TV

### Finale
- Bayer Leverkusen – Eimsbütteler TV 7:3 (4:3)